# Perimisio

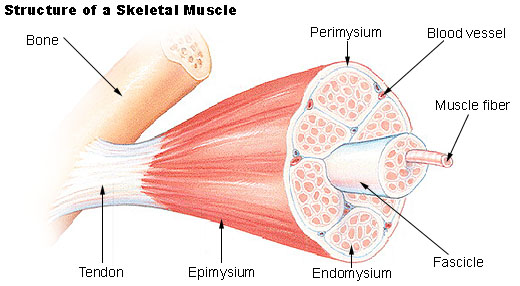
Localizzazione del perimisio all'interno del muscolo

Il perimisio è una guaina di tessuto connettivo che raggruppa le fibre muscolari in fasci grossolani poi avvolti dall'epimisio. Ogni fibra muscolare è inoltre avvolta dall'endomisio che vi porta innervazione e sostanze nutritive attraverso, rispettivamente, nervi e vasi sanguigni.
Composto di tessuto connettivo lasso, il perimisio svolge un'attività strutturale fondamentale nell'organizzazione delle fibre muscolari che formano il vero e proprio "corpo" del muscolo.